# Pitolisant
Pitolisant – organiczny związek chemiczny, pochodna piperydyny, odwrotny agonista/antagonista receptorów histaminowych H3. Trwają badania nad zastosowaniem pitolisantu w leczeniu objawów narkolepsji, senności w obturacyjnym bezdechu sennym, nadmiernej senności w przebiegu choroby Parkinsona, a także zaburzeń funkcji poznawczych w schizofrenii. Pitolisant został opracowany przez francuską firmę farmaceutyczną Bioprojet. W marcu 2016 roku Komisja Europejska wydała decyzję o dopuszczeniu do obrotu leku Wakix we wskazaniu narkolepsji z katapleksją lub bez.

## Mechanizm działania
Pitolisant jest wysoce selektywnym kompetycyjnym antagonistą receptora histaminowego H3 (Ki = 0,15–5 nM). Dla ludzkiego receptora H1 Ki = 1140 nM, dla H4 Ki = 100000 nM. Wykazuje również właściwości odwrotnego agonisty receptora H3 (EC50 = 1,5 nM).

## Farmakokinetyka
Biodostępność pitolisantu wynosi 84%, zatem może być stosowany doustnie. Okres półtrwania jest długi i wynosi 11 godzin. Pitolisant metabolizowany jest w wątrobie przy udziale izoenzymów cytochromu P450 CYP3A4 i CYP2D6.

## Preparaty
- Wakix (Bioprojet Pharma) tabletki 4,5 mg, 18 mg